# Davros
Davros er en fiktiv person i BBC science fictionserien Doctor Who. Han blev skabt af manuskriptforfatteren Terry Nation til afsnittet Genesis of the Daleks i 1975. Davros er en af protagonisten Doctor Who fjender, og han er skaberen bag Doktorens største fjende Daleks. Davros er et geni, der har mestret en række områder inden for naturvidenskaben, men han lider også af megalomani og tror, at han via sine opfindelse kan et højere væsen og hersker over universet. Karakteren er blevet med den berygtede diktator Adolf Hitler flere gange, inklusive af skuespilleren Terry Molloy, mens Julian Bleach har defineret ham som en krydsning mellem Hitler og videnskabsmanden Stephen Hawking.